# Алет (оклоп)
Алет је саставни део већине оклопа који су носили витезови у 13. веку. Обично је прављен од коже, алет је накачен на рамена помоћу кожних канапа (каишева), обично су имали и заштиту за врат. Алети су имали раван правоугаони облик. Углавном су били украшени хералдичким знаковима.